# Фертоинг
Ферто́инг (от нидерл. vertuiing — ставить на 2 якоря) — способ постановки судна на 2 якоря, при котором оно, разворачиваясь под действием ветра или течения, остаётся между якорями.
Для постановки этим методом один якорь обычно отдают с наветренной стороны или со стороны течения, а другой — с противоположной стороны относительно центра стоянки, при этом угол разноса якорных цепей приближается к 180°. В зависимости от направления воздействия судно при этом стоит поочерёдно то на одном, то на другом якоре, а его корма описывает круговую траекторию радиуса чуть большего, чем длина судна. Радиус циркуляции при этом — гораздо меньше, чем при постановке на один якорь. Такой способ применяют в стеснённых местах, в местах с приливно-отливными течениями или быстро меняющимися ветрами.
Существуют 2 варианта постановки на якорь методом фертоинга, отличающихся порядком отдачи якорей со стороны ветра или течения и противоположной стороны. 
При длительной стоянке на якоре способом фертоинга, якорные канаты (цепи), как правило, скручиваются. Во избежание этого якорные цепи расклёпывают и в них вводят особый вертлюг, называемый «фертоинговой скобой».
Для кораблей класса линкор (тяжёлый крейсер) постановка на 2 якоря способом фертоинга — весьма сложный манёвр, требующий отличной выучки швартовой команды и безукоризненной исправности швартовой оснастки корабля. По нормам адмиралтейства этот манёвр должен занимать 1,5—2,5 часа.
В 1953 году крейсер «Свердлов» при постановке на спитхейдском рейде (Портсмут, Великобритания) выполнил манёвр за рекордные 12 минут, чем удивил многочисленных наблюдателей.